# Cathédrale de la Résurrection de Narva
Pour les articles homonymes, voir Cathédrale de la Résurrection.
La cathédrale de la Résurrection (Собор Воскресения Христова)  est une cathédrale orthodoxe située à Narva en Estonie.

## Présentation
Elle a été construite entre 1890 et 1898 selon les plans de l'architecte Pavel Alich dans un style néo-byzantin.